# Wellton, Arizona
Wellton je gradić u američkoj saveznoj državi Arizona. Prema popisu stanovništva iz 2010. u njemu je živjelo 2,882 stanovnika.